# Al-Tantoura
Ne doit pas être confondu avec Khirbet et-Tantoura.

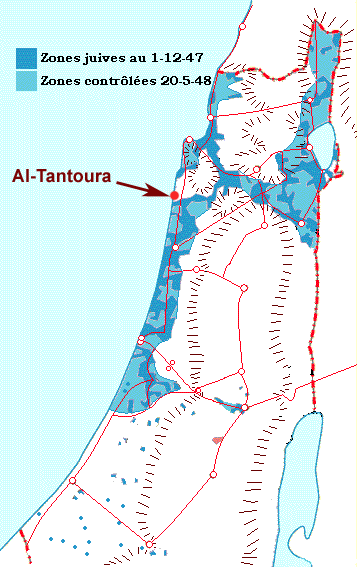
Position de Al-Tantoura, principale localité de la dernière poche de résistance palestinienne (vers le 20 mai 1948) de la bande côtière, sur la route Tel-Aviv - Haïfa.

al-Tantura (arabe : الطنطورة, littéralement : Le Pic) était un village de pêcheurs palestiniens situé aux abords du Mont Carmel sur la côte méditerranéenne sur la route d'Haïfa peuplé de 1 600 habitants. À l'origine, il fut construit sur les ruines de l'ancienne cité phénicienne de Dor.
Situé en territoire israélien suivant le plan de partage de la Palestine, le village fut conquis le 21 mai 1948 par les hommes de la brigade Alexandroni au cours de l'opération Namal. Au terme de la bataille, l'armée israëlienne procède à l'épuration ethnique du village : 40 à 200 arabes palestiniens sont massacrés (soit entre 2,5 et 12,5 % de la population, principalement des hommes âgés de 14 à 50 ans), tandis que les femmes et les enfants sont déportés vers la ville de Fureidis (en).
Ces évènements connus sous le nom de massacre de Tantura, originellement sujets à controverse durant les années 2000, ont été confirmés par plusieurs vétérans israëliens ayant participé aux massacres comme de civils israëliens ayant participé à l'enfouissement des corps dans des fosses communes.
La controverse initiale prit une ampleur particulière en Israël connue sous le nom d'« affaire Tantoura ». Une thèse réalisée par Theodore Katz, diplômé de l'Université de Haïfa, qui a interrogé des survivants palestiniens et des vétérans de la brigade israélienne ayant participé à ces événements, a été confrontée au déni.
En 2022, un documentaire israélien intitulé Tantura a été publié, dans lequel plusieurs anciens combattants israéliens ont déclaré avoir été témoins d'un massacre à Tantura après la reddition du village. En 2023, Forensic Architecture a publié son enquête commandée sur la région et a conclu qu'il y avait trois sites de sépulture potentiels dans la région de la plage d'al-Tantura (Tel Dor en hébreu) liés à ce massacre.

## Situation
Le village était établi sur une colline basse de calcaire dominant la côte et deux petites baies.
Le village était approvisionné en eau par un puits à l’est du village. La porte d’al-Bab était au sud-est du village. Les ruines romaines se trouvaient sur la côte, au nord, et la colline au sud du village s’appelait la colline Umm Rashid. En 1945, la population était de 1 490.[réf. nécessaire]

## Histoire
Les épaves issues de nombreux naufrages ont été découvertes à proximité de Dor (nom du village israélien qui a remplacé Al-Tantoura).

### Âge du Fer
Dor est la colonie phénicienne la plus méridionale de la côte de Syrie ; ils y fabriquaient la pourpre extraite du murex. Dor est mentionnée dans l’Histoire d'Ounamon, une chronique égyptienne, comme un port dominée par le prince tjeker Beder, où  Ounamon, prêtre d’Amon à Karnak, s’arrête dans son voyage vers Byblos et est volé.

### Citations dans la Bible
Cette section ne s'appuie pas, ou pas assez, sur des sources secondaires ou tertiaires indépendantes du sujet. Le texte peut contenir des analyses inexactes ou inédites de sources primaires.
Pour l'améliorer, ajoutez-en, ou placez des modèles {{Source secondaire souhaitée}} ou {{Source secondaire nécessaire}} sur les passages mal sourcés. (janvier 2025)
Selon le livre de Josué, Dor était une ancienne cité royale des Cananéens dominant les collines, dont le roi s’allia à Jabin d’Hazor dans son conflit avec Josué ( ). Dor est aussi mentionné dans le livre des Juges comme une cité cananéenne dont les habitants ont été « mis à la tâche » quand la ville est attribuée à la tribu de Manassé (Jg 1:27–28). Dans le livre des Rois, Dor est signalée comme incorporée au royaume de David. Au Xe siècle av. J.-C., elle devient la capitale de Sharon sous Salomon, et est gouvernée par son fils adoptif, Abinadab en tant que responsable de district ( Rois,4:11).

### Périodes hellénistique et romaine
Cette section ne s'appuie pas, ou pas assez, sur des sources secondaires ou tertiaires indépendantes du sujet. Le texte peut contenir des analyses inexactes ou inédites de sources primaires.
Pour l'améliorer, ajoutez-en, ou placez des modèles {{Source secondaire souhaitée}} ou {{Source secondaire nécessaire}} sur les passages mal sourcés. (janvier 2025)
Flavius Josèphe, dans ses Antiquités judaïques (14:333), décrit Dor comme un port insatisfaisant car les marchandises sont transférées par des allèges. Dora est la ville où Antiochos VII, roi séleucide, assiège Diodote Tryphon avec l’aide de Simon, roi hébreu. Pendant l’invasion de la Judée par Pompée, Dora est rasée avec toutes les villes côtières, et n’est reconstruite que sous Aulus Gabinius.
Dor était aussi un site important de production de sel, comme en témoignent les bassins et autres aménagements qui subsistent le long de la côte.
Au milieu du IIIe siècle, la cité n’est guère plus qu’un village de pêcheurs.

### Période byzantine
Dor/Dora reprend de l’importance entre les IVe et VIIe siècles, devenant la capitale d’un diocèse. Quelques évêques de Dora sont mentionnés dans les sources chrétiennes. Le village se déplace de l’ancien tell pour se grouper autour de l’église, plus à l’est ; cette église est une étape pour les pèlerins allant aux lieux saints. En 1950–52, J. Leibowitz a fouillé les restes d’une église, ainsi que C. Dauphin en 1979–1983, et S. Gibson et Dauphin en 1994.
Les fouilles sous-marines d’une épave byzantine, de taille moyenne, ont permis de vérifier que sa construction utilisait des clous en fer. D’après les pièces découvertes sur le site, le navire date des environs de 665, dix ans après la conquête islamique. Parmi le mobilier, on retrouve des témoignages d’une petite pêche.

### Début de la période islamique
Le  village de Tantoura, plus au sud, est probablement déplacé après que l’église ait été abandonnée au début de la période musulmane. Trente-quatre tombes apparemment musulmanes, datées entre les VIIIe et XIVe siècles, ont été fouillées dans la zone autour de l’église byzantine.

### Croisades
À l’époque des Croisades, un petit château entouré de douves est construit au sud-ouest du tell, dominant l’entrée de la baie du sud. Dor a été identifiée avec la seigneurie de Merle du royaume de Jérusalem ; des fouilles sur le site appelé Khirbet el-Bourj indiquent que le fossé a été creusé au XIIIe siècle. Le petit château était une possession des Templiers jusqu’à ce que le sultan Saladin en fasse la conquête en 1187. Les Templiers le récupèrent peu après, durant la troisième croisade. À l’automne 1191, Richard Cœur-de-Lion s’y reposa avec son armée en attendant la flotte venant de Saint-Jean-d'Acre. Ensuite, les Mamelouks s’en emparent, probablement en même temps que Château Pèlerin.
Des manuscrits mentionnent des évêques de Dora aux XIVe et XVe siècles,.

### Période ottomane

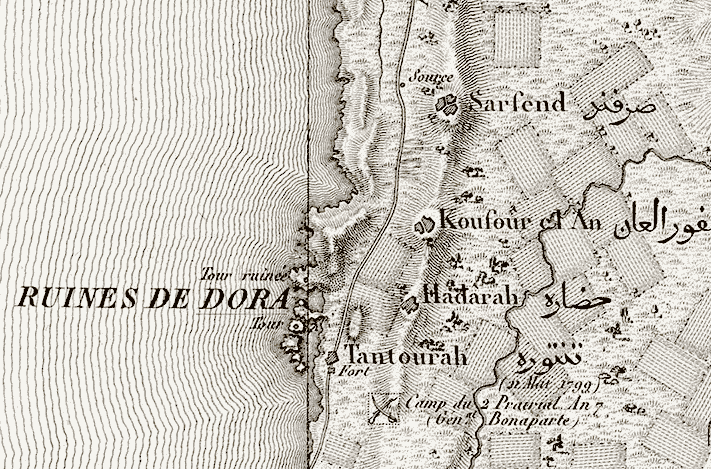
Carte de Jacotin montrant le camp de l’armée de Bonaparte en 1799.

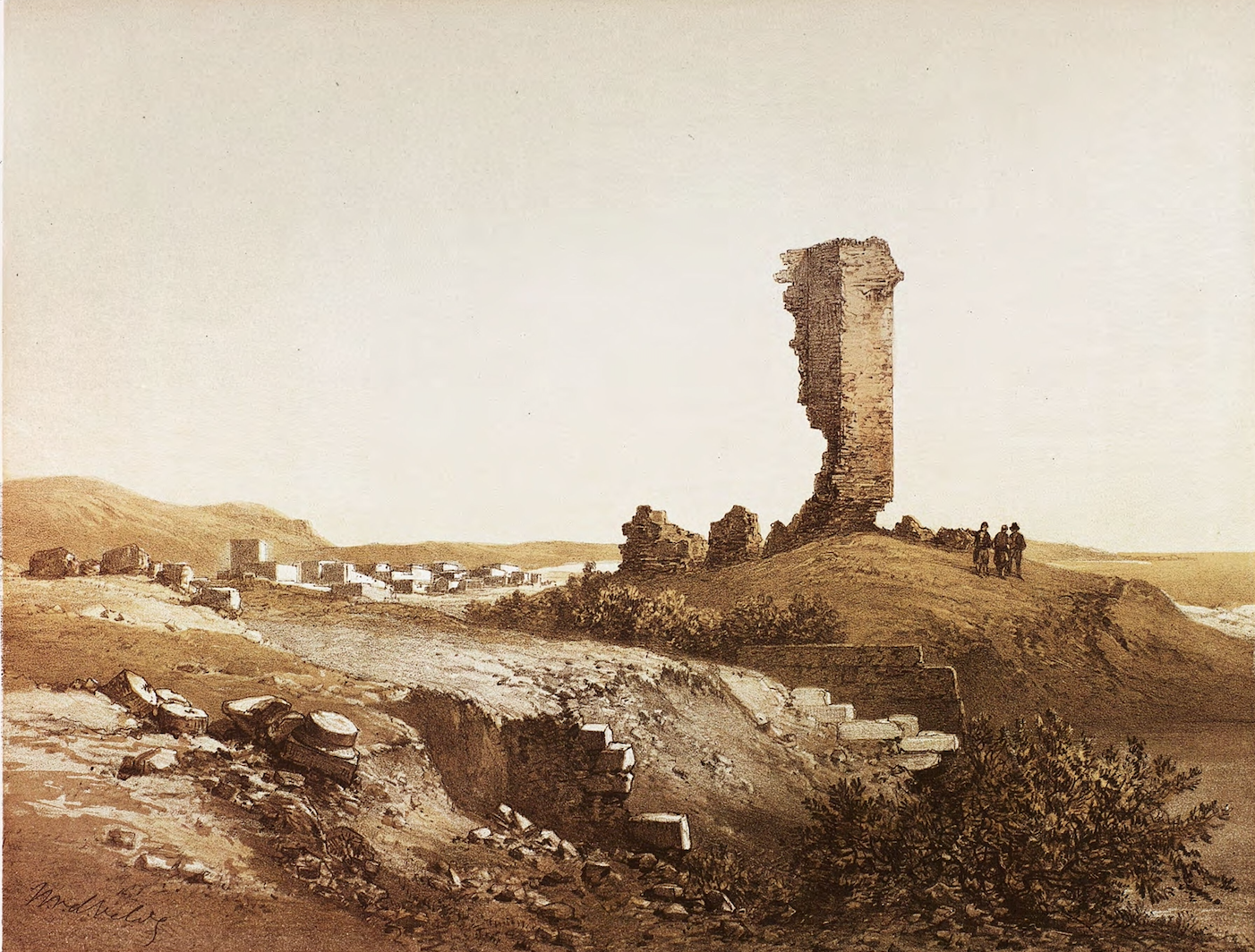
Tantoura en 1851, par van de Velde.

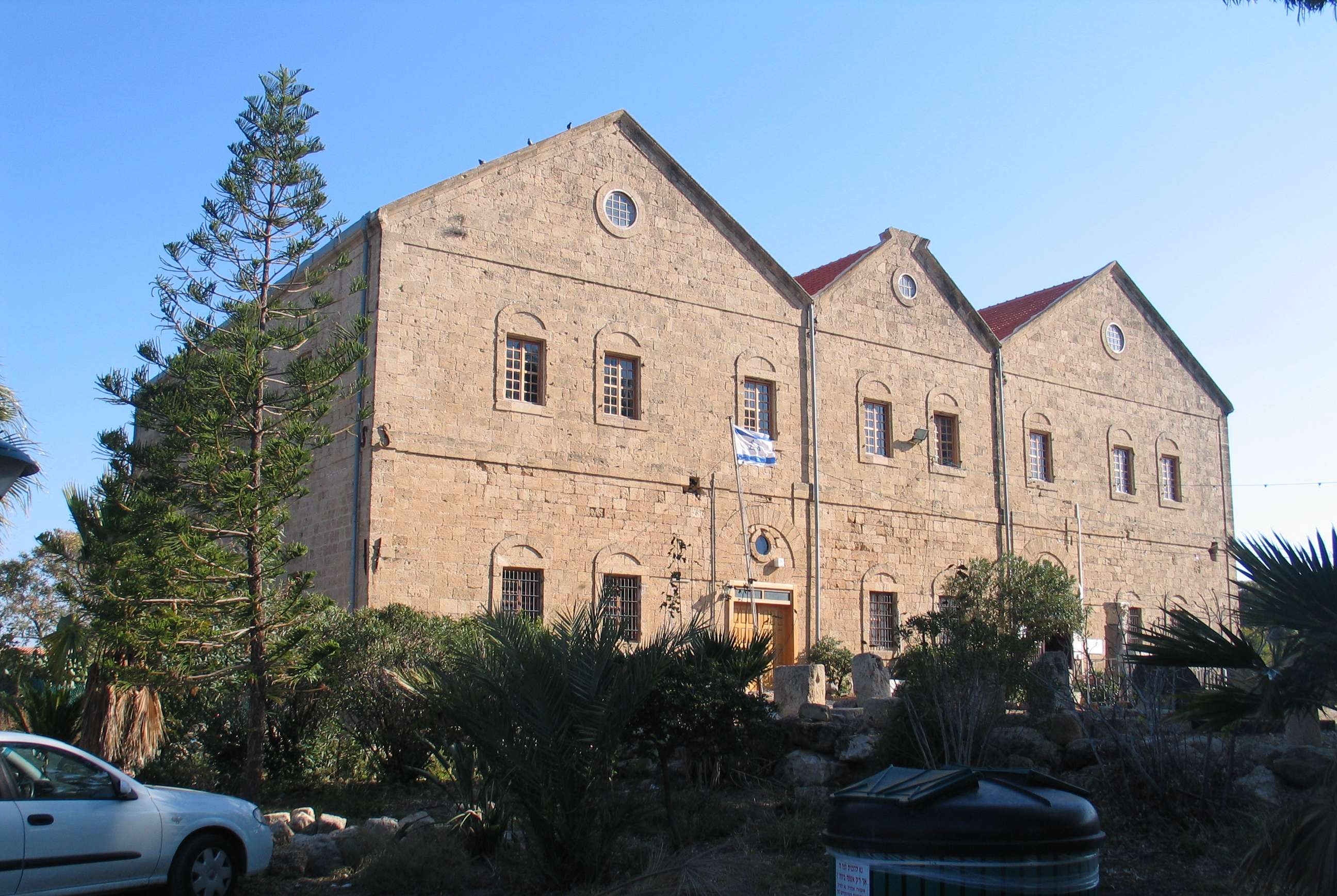
Usine de bouteilles de Rothschild, construite à Tantoura en 1891.

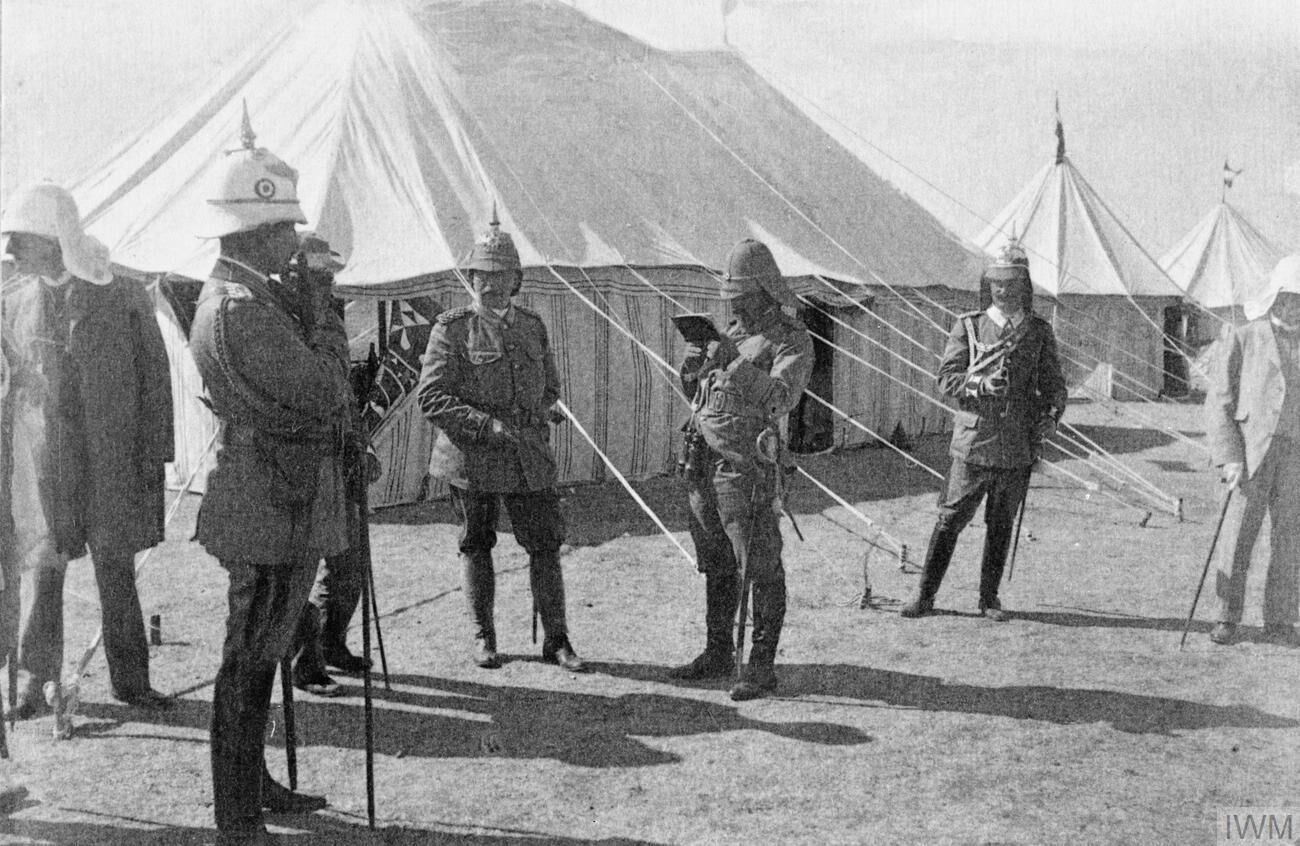
Lors de sa visite en Palestine en 1898, le Kaiser Guillaume II et son épouse campent à Tantoura, vers le 26 octobre.

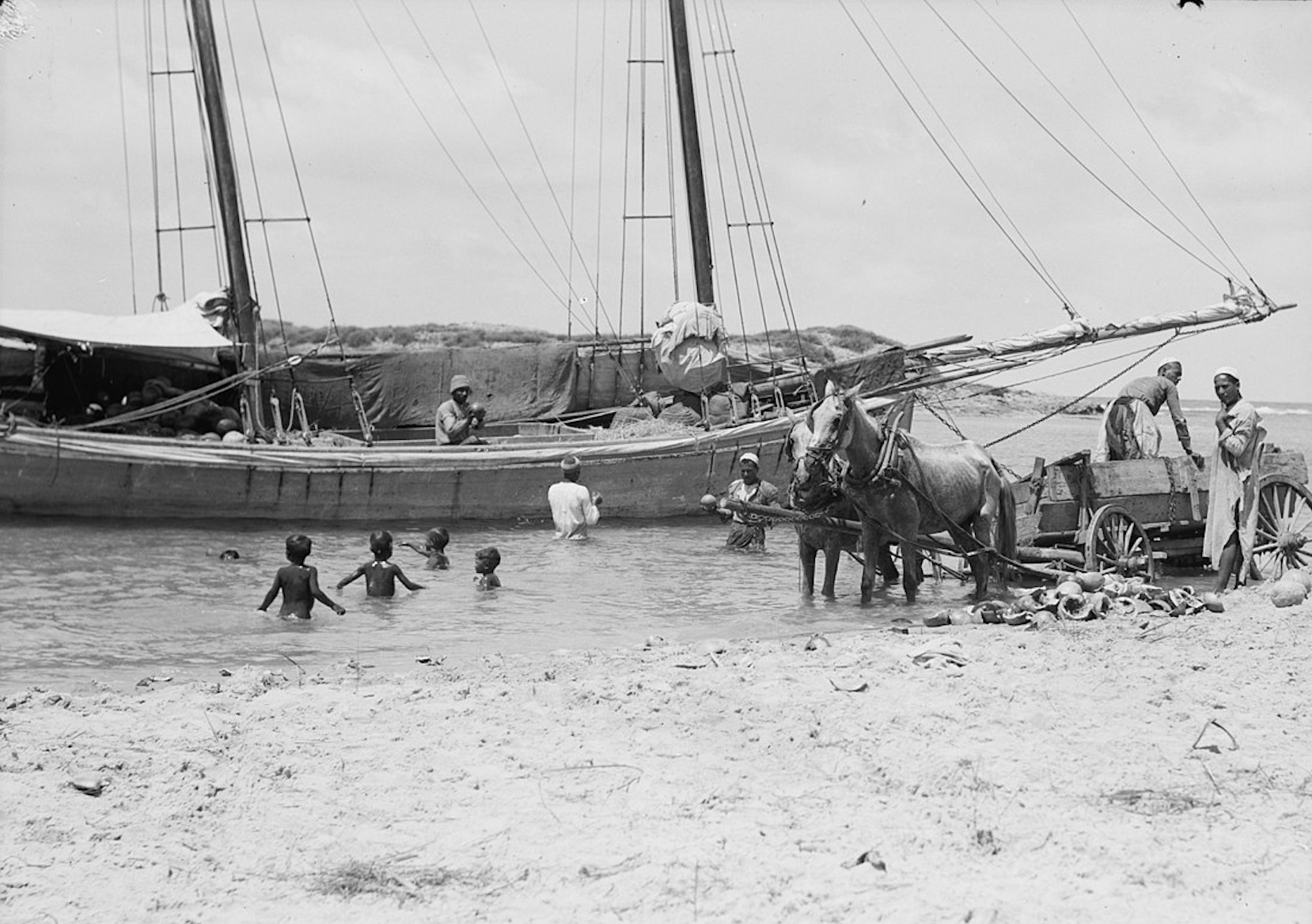
Chargement de melons sur un navire, années 1920-1930.

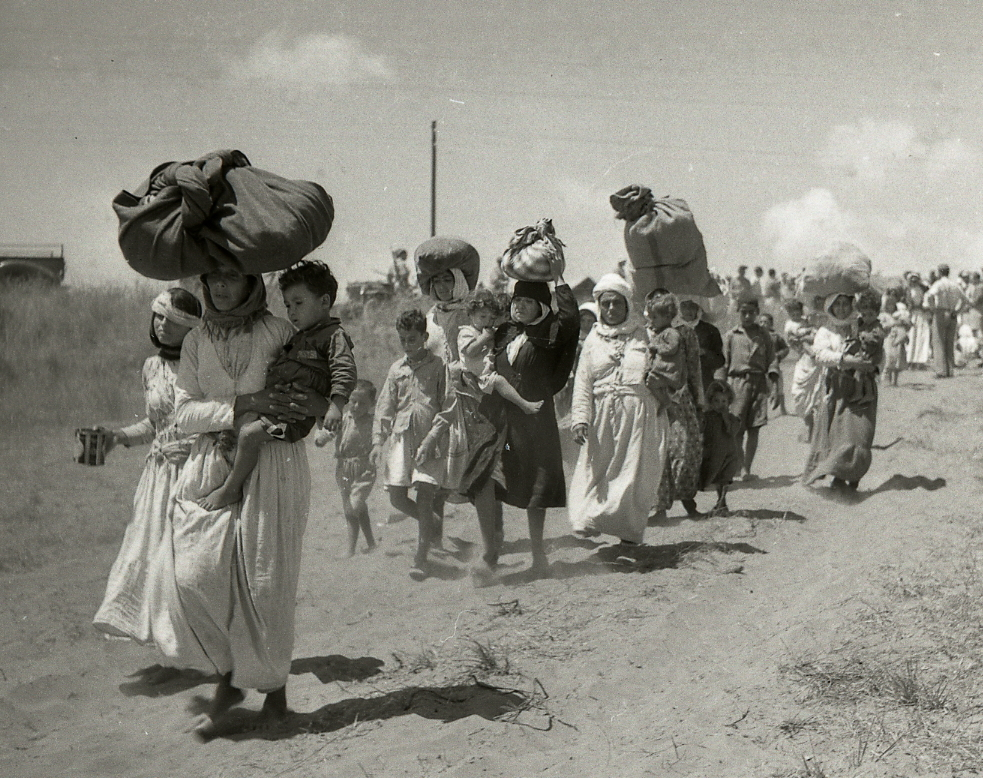
Expulsion vers la Cisjordanie d'Arabes du village d'al-Tantoura, juin 1948.

Tantoura croît en importance au milieu du XVIIIe siècle avec la demande croissante de l’Europe pour le coton. Zahir al-Umar mena une politique favorable au commerce, augmentant la capacité du port de Tantoura, ainsi que de ceux d’Haïfa et d’Acre.
Tantura est visitée en 1738 par Richard Pococke, qui l’appelle « Tortura ». Il la décrit comme un petit village avec un port pouvant accueillir les grands bateaux.
En 1799, quand Bonaparte assiège Saint-Jean-d'Acre, il utilise le port de Tantoura comme un dépôt. Il campe à Tantoura le 21 mai 1799, et une garnison est établie à Tantoura pour le reste de la campagne. Lambert, l’officier envoyé reconnaître le port, estime la population à 2 000 habitants, qui semblent favorables aux Français. Après l’échec de la campagne, les troupes françaises retraitent à Tantoura, où elles espèrent se faire rapatrier par mer, mais la marine française y échoue. Pour libérer des chevaux afin de pouvoir transporter les blessés, les munitions lourdes sont jetées dans la baie. Des pièces d’artillerie de siège, des fusils et des munitions ont été trouvées lors des fouilles sous-marines. Le village est appelé Tantourah sur la carte de Pierre Jacotin.
Le voyageur britannique James Silk Buckingham (en), en visite en 1816, décrit al-Tantoura comme un petit village avec un petit port et un khan (caravansérail). Mary Rogers, sœur du vice-consul britannique d’Haïfa, dénombre 30 à 40 maisons en 1855, et dont les chèvres et les vaches étaient la principale source de revenus. 
En 1859, William McClure Thomson (en) décrit Tantoura :
« Tantura mérite très peu d’attention. C’est un hameau triste et malade de cabanes misérables sur une plage nue, avec une zone marécageuse entre la mer et le pied des collines. La maison du cheikh et le menzûl public pour les voyageurs sont les deux seules maisons respectables, Dor [Tantoura] n’a jamais été une grande ville car on n’en voit aucun reste. Le tell artificiel, avec un fragment Kùsr consistant en une colonne à son sommet, est probablement l’ancien site du village. Face au village actuel se trouvent cinq petits îlots, grâce auxquels on pourrait facilement construire un port artificiel. Son entrée serait au pied du tell ; et si Dor et ses villes croissaient à nouveau en richesse et en importance, un tel port serait construit de façon certaine ».
Quand Victor Guérin passe en 1870, il estime la population à 1 200 habitants, et constate que le village est largement construit à partir de matériaux utilisés en remploi et provenant de l’ancien site de Dor.
En 1882, dans l’enquête du fonds d’exploration de la Palestine's de 1872-1977, Tantoura est décrite comme un village côtier avec une baie au nord, et un bâtiment de pierre carré utilisé pour accueillir les voyageurs. La population est essentiellement agricole et commerce avec Jaffa.
En 1884 Mordechai Bonstein, un fermier juif d’origine russe de Rosh Pina, s’installe à Tantoura pour cultiver des terres appartenant au baron Edmond de Rothschild. Bonstein, son épouse Haya, et leurs neuf enfants étaient les seuls juifs du village. La ferme réussit et la famille entretint de bonnes relations avec ses voisins arabes.
Une liste d’habitants de 1887 estime la population du village à 770 habitants, tous musulmans. Une école élémentaire pour garçons est construite en 1889.
En 1891, le baron Rothschild finance le développement d’une usine de bouteilles à Tantoura en prévoyant de se servir du sable fin de la plage pour fabriquer le verre des bouteilles destinées à embouteiller le vin de la viticulture naissante de Zikhron Yaakov. L’usine est construite sous la supervision de Meir Dizengoff, un spécialiste français du verre et des dizaines d’ouvriers sont embauchés ; les matériaux bruts sont transportés par trois navires achetés pour l’occasion. L’usine est abandonnée par Rothschild après une série d’échecs.
En 1898, l’empereur Guillaume II visite les ruines du château de l’époque des croisades[réf. nécessaire].

### Période du mandat britannique
Selon le recensement de 1922 du mandat britannique, al-Tantoura avait une population de 750 habitants;  749 musulmans et un catholique romain,, s’accroissant au recensement de 1931 à 953, dont 944 musulmans, 8 chrétiens et un juif. À cette période, les maisons de Tantoura sont construites en pierre. Une école pour filles est fondée en 1937-38 Il y avait deux lieux saints musulmans au village, dont un Maqâm dédié à Abd ar-Rahman Sa'd ad-Din.
Sous le mandat britannique, les prises de pêche crurent de six tonnes en 1928 à 1 622 tonnes en 1944. Les principales productions agricoles étaient les céréales, les légumes et les fruits. En 1944/45, 26 dunams étaient consacrés à la culture du citron et des bananes, 6 593 aux céréales et il y avait 287 dunams de vergers, principalemnt des oliviers,.
Dans l’enquête de Sami Hadawi sur le foncier et la population, la ville a une population de 1 490, dont 1 470 musulmans et 20 chrétiens et une superficie de 14 250 dunams. Il y avait toujours 26 dunams de citrus et de bananes, 6 593 pour les céréales et 287 irrigués ou utilisés pour les vergers ; 123 dunams étaient construits
Lors de la grande révolte arabe de 1936-1939, Wingate, un officier du renseignement britannique, soupçonne que le responsable d’un récent raid arabe n’est autre que le moukhtar d’al-Tantoura. Il mène donc un raid sur al-Tantoura avec ses Special Night Squads (en anglais : équipes de nuit spéciales). Le village est cerné, et les habitants rassemblés et interrogés. L’un d’eux est abattu « pendant qu’il prenait la fuite », selon les termes courants des rapports officiels pour désigner une exécution sommaire.

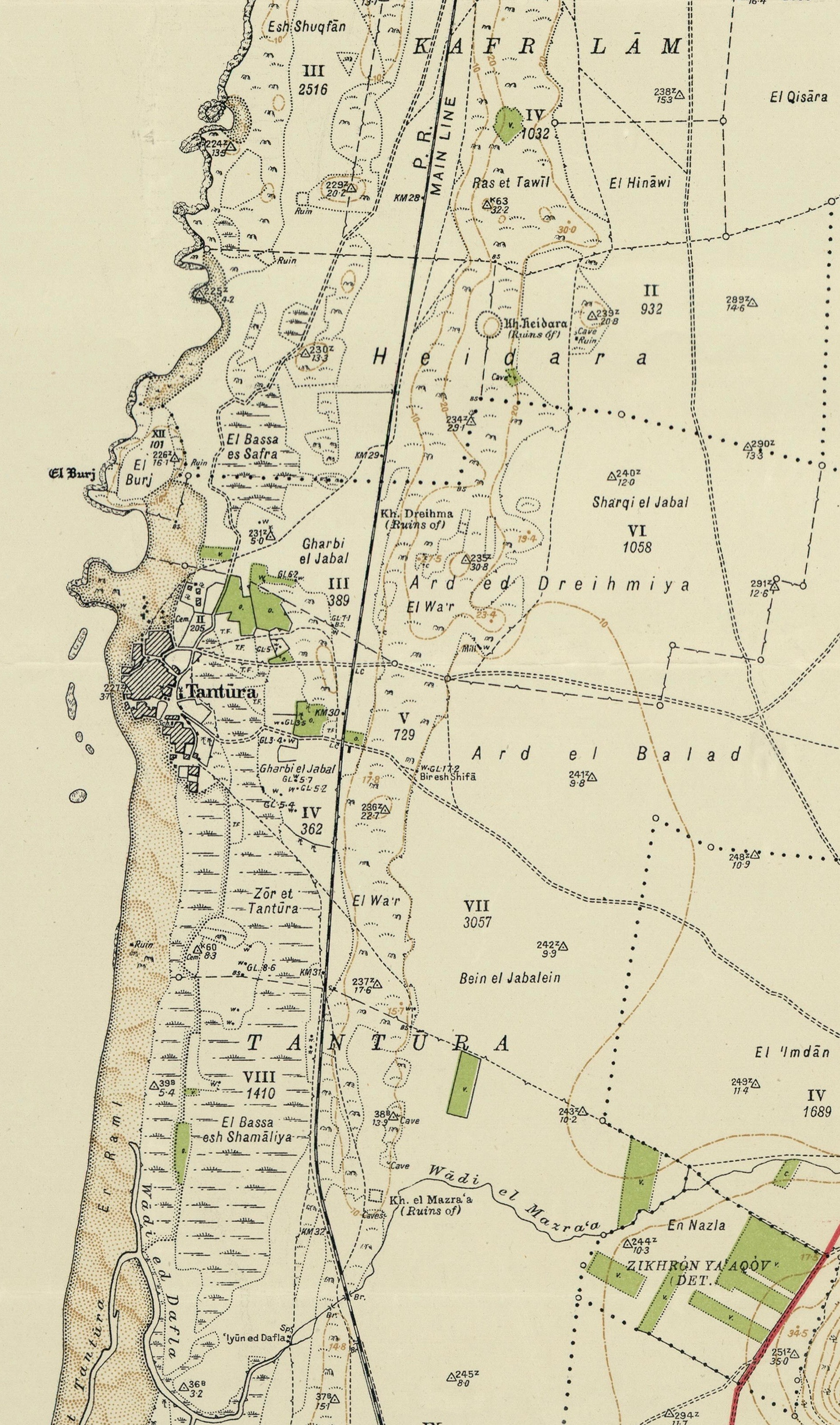
Tantoura en 1938 au 1:20000.
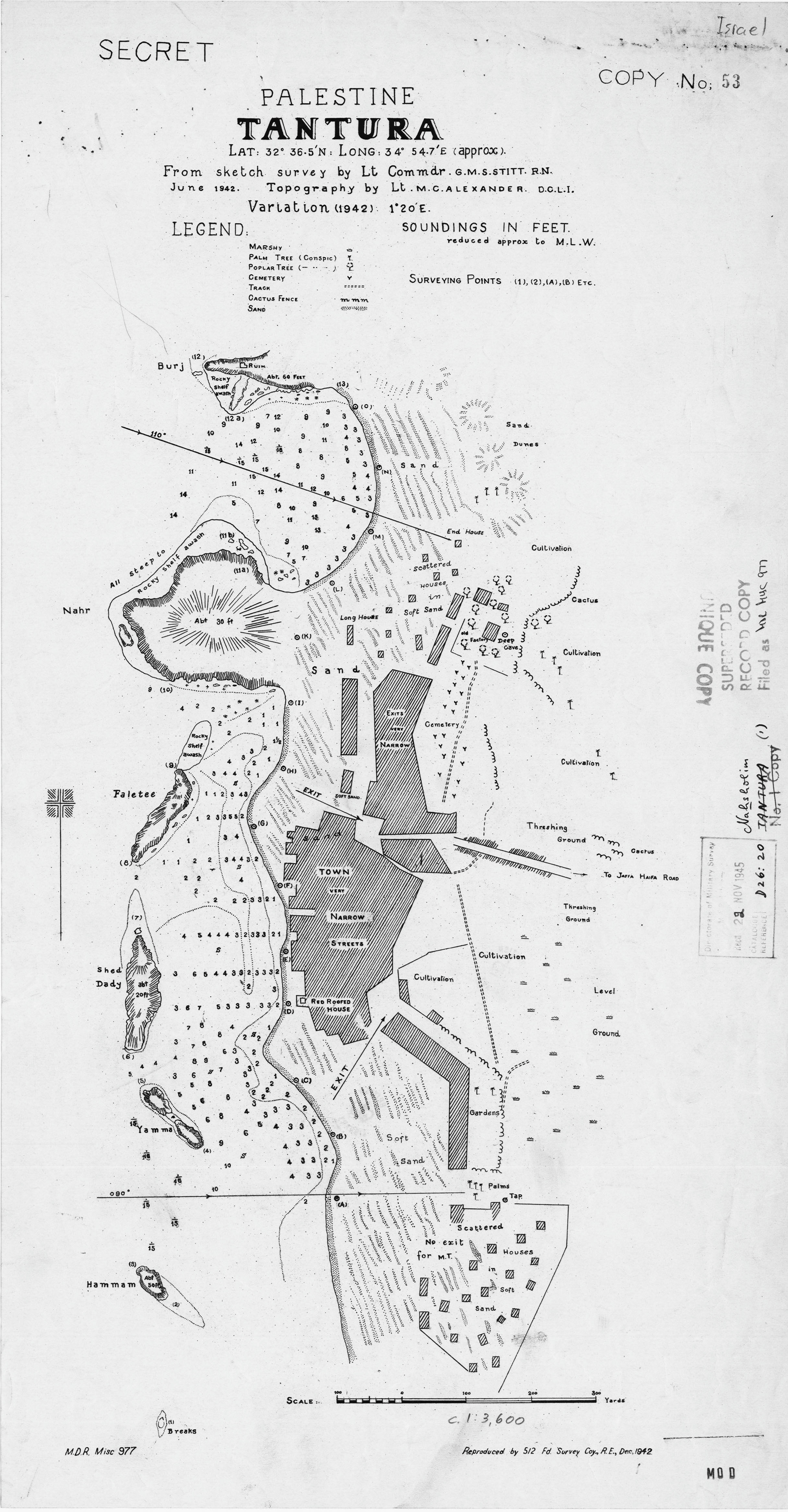
Carte de l’enquête britannique, 1942.
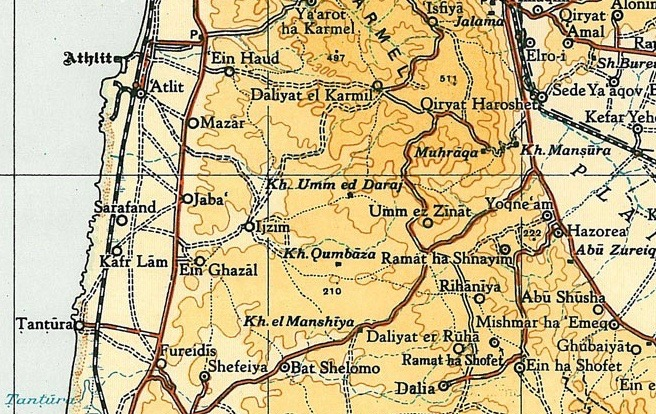
Carte de Tantoura en 1945 1:250 000.

Une gare de la ligne des chemins de fer palestiniens de la gare de l’Est à Haïfa jusqu’à El Qantara par Lydda (en) desservait Tantoura. En mars 1954, la gare est renommée Dor par le ministère des Transports (en), bien que jusqu’en 1956, les chemins de fer israéliens l’indiquent sous le nom de Dor (Tantura) ; depuis 1957, seul le nom de Dor est utilisé. En 1977, la gare de Dor est fermée.

### Depuis la fin du mandat britannique
À la fin du mandat britannique, la guerre israélo-arabe de 1948-1949 éclate ; la brigade Alexandroni fait la conquête du village et massacre entre des dizaines et des centaines de personnes. Le village arabe est rasé, et un kibboutz s’installe sur les terres arabes. Actuellement, le nom de Tantoura subsiste pour nommer la plage à proximité de Nahsholim, proche du site archéologique de Tel Dor. Il ne subsiste de l’ancien village que le bâtiment de la douane et un petit sanctuaire musulman

## Dans la culture populaire
- S. Yizhar, Khirbet Khizeh, paru en 1949, est le premier roman israélien (porté à l’écran en 1978) à raconter la façon dont les Israéliens procédaient pour expulser la population d’un village palestinien[46].
- Émile Habibi, L'Optissimiste. Les circonstances étranges de la disparition de Said Abou Nahs (1980) réédité en 1987 sous le titre Les Aventures extraordinaires de Sa'îd le Peptimiste (en arabe Al-Waqa'i al-Charibahfi-lkhtija Sa'idAbi al-Naiis al-Mutasliail) dont une des héroïnes, Baqia, incarne la femme de Tantoura traumatisée par le massacre qui reste sur place